# Psi (mensageiro instantâneo)
Psi é um mensageiro instantâneo, sob a licença GPL, para o protocolo Jabber (XMPP) que usa o toolkit Qt. Corre em Linux, Microsoft Windows, Mac OS X, e há registo de versões funcionais para FreeBSD e Solaris. Para as distribuições de Linux, estão disponíveis ficheiros prontos a instalar no formatos RPM e deb. Existem versões não-oficiais que incluem funcionalidades em desenvolvimento para futuras versões oficiais do Psi.